# 스밀테네시

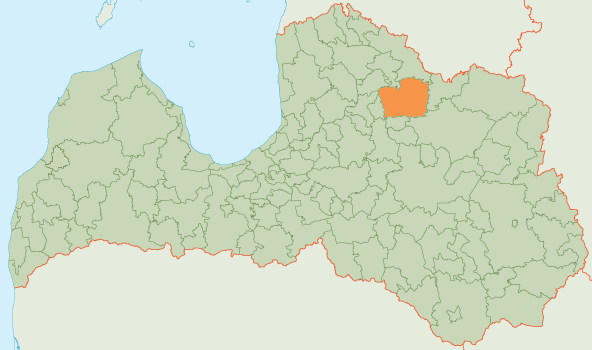
스밀테네 시의 위치

스밀테네시(라트비아어: Smiltenes novads)는 라트비아의 지방 자치체로 행정 중심지는 스밀테네이며 면적은 949.0 km2, 인구는 14,376명(2009년 기준), 인구 밀도는 15명/km2이다. 1개 도시, 8개 교구를 관할한다.

## 같이 보기
- 라트비아의 행정 구역